# Tapinolobus albifasciata
Tapinolobus albifasciata är en insektsart som beskrevs av William D. Funkhouser. Tapinolobus albifasciata ingår i släktet Tapinolobus och familjen hornstritar. Inga underarter finns listade i Catalogue of Life.